# Bloodstained Heart
"Bloodstained Heart" foi o terceiro single internacional tirado do álbum Secret Codes and Battleships do cantor australiano Darren Hayes. 
O single foi lançado mundialmente em fevereiro de 2012. Na Austrália, a música foi o segundo single do álbum, sendo lançada em setembro de 2011. 

## Lançamento
A canção estreou na televisão australiana em 22 de agosto de 2011, em uma chamada para a nova temporada do programa The X Factor Australia no Channel Seven. A música foi utilizada como trilha sonora do vídeo, que mostra imagens da temporada anterior do programa.
No Reino Unido e em outras partes do mundo, o single foi lançado no começo de 2012, após a segunda música de trabalho "Black out the Sun".

## Videoclipe
O clipe da canção foi gravado entre os dias 6 e 7 de setembro, sendo lançado posteriormente ao single, em 21 de setembro. Nele, Darren está sentado em uma praia ao lado de uma garota, que aparece depois em uma cama, dormindo em frente a ele. A garota acorda e levanta-se, e o cantor passa por uma situação onírica com sua amiga, que ao final descobre-se estar em uma cama de hospital.
Embora o single tenha sido lançado primeiramente na Austrália, o clipe foi gravado no Reino Unido, dirigido por Chris Cottam.

## Single Digital
- Austrália

1. Bloodstained Heart - 3:52

- Austrália (Remix)

1. Bloodstained Heart (Monsieur Adi Mix) - 5:05

- Reino Unido

1. Bloodstained Heart (Radio Mix) - 3:14
2. Bloodstained Heart (Monsieur Adi Mix) - 5:05
3. Bloodstained Heart (Kryder Club Mix) - 5:33
4. Ending Before I Begin - 3:57

- Reino Unido (Compacto simples)

1. "Bloodstained Heart" (radio mix) – 3:14
2. "I Need You" – 3:53

## Paradas musicais
| Parada semanal (2011-12) | Posição |
| ------------------------ | ------- |
| Australia Singles Chart  | 80      |
| Australian Artists Chart | 11      |
| UK Airplay Chart         | 57      |
| UK Singles Chart         | 181     |